# 황인영 (연출가)
황인영(1976년 ~ )은 대한민국의 연출가이다. 2001년 SBS에 입사하였으며, 2017년 CJ ENM을 거쳐, 2020년 9월 TV CHOSUN으로 이적하였다. 2022년, TV CHOSUN을 퇴사하고 크레아스튜디오로 이적하였다.

## 학력
- 서울대학교 사회학과 졸업

## 경력
- 2022.07 ~ 크레아 스튜디오 대표
- 2020.9 ~ 2022.07 TV조선 제작본부 예능국장
- ~ 2020.9 CJ ENM E&M 부문 프로듀서
- 2017.7 CJ ENM 프로듀서
- 2001.10 ~ 2017.2 SBS 예능국 프로듀서

## 작품 목록

### SBS
- 《진실게임》
- 《일요일이 좋다》
- 《SBS 인기가요》
- 《K팝스타》 (시즌 1, 2)
- 《아빠를 부탁해》
- 《불타는 청춘》
- 《씬스틸러 - 드라마 전쟁》
- 《동상이몽 2 - 너는 내 운명》

### CJ ENM
- 《달팽이 호텔》
- 《밥블레스유》 (시즌 1)

### TV CHOSUN
- 《내일은 미스트롯 2》
- 《내 딸 하자》
- 《달 뜨는 소리》
- 《금요일은 밤이 좋아》 → 《화요일은 밤이 좋아》
- 《개나리학당》
- 《국가수》
- 《국가가 부른다》
- 《동원아 여행가자》

### MBN
- 《우리들의 트로트》
- 《우리들의 쇼10》
- 《불타는 장미단》
- 《지구탐구생활》
- 《웰컴 투 장미골》